# Jakobskirche (Svádov)
Die  Jakobskirche, (auch: St.-Jakobs-Kirche) (tschechisch: Kostel svatého Jakuba Staršího) ist eine spätgotische römisch-katholische Pfarrkirche im Stadtteil Svádov (Schwaden) von Ústí nad Labem (Aussig an der Elbe), gelegen in der Region Ústecký kraj in Tschechien. Sie ist dem Patrozinium des heiligen Jakobus des Älteren geweiht, gehört zum Bistum Leitmeritz und steht unter dem Schutz eines Nationales Kulturdenkmal.

## Geschichte
Die Jakobskirche in Svádov wurde auf dem Standort mehrerer Vorgängerbauten errichtet. Bereits im frühen Mittelalter befand sich im Ort eine erste Taufkapelle, vermutlich am heutigen Standort der Kirchenkapelle. Im 12. Jahrhundert bestand ein älterer Kirchenbau, dessen Architektur nach bisherigen Untersuchungen entweder als Holzbau auf Steinfundament oder als teilweiser Steinbau ausgeführt war. Zur Zeit des Johanniterordens, der Svádov besaß, entstand ein romanischer Rundbau, dessen Position mit der heutigen Sakristei identisch sein dürfte. In der nördlichen Wand des Presbyteriums ist bis heute der ursprüngliche, mittlerweile vermauerte Eingang sichtbar.
Teile des Mauerwerks des Presbyteriums stammen aus der gotischen Kirche des 14. Jahrhunderts. Die umfassende Umgestaltung zur heutigen äußeren Gestalt begann um 1477, als Anna Berková von Dubá, Witwe des letzten Besitzers aus dem Haus Wartenberg, den Bau des gewölbten Chores stiftete. An diese Bauphase erinnert eine steinerne Inschriftentafel, die heute noch an einer Säule der Kirche zu sehen ist. An das neue Presbyterium schloss sich ein Kirchenschiff unbekannter Gestalt an. Im Jahr 1606 wurde es durch ein Schiff im Stil der Renaissance ersetzt, das Friedrich von Salhausen erbauen ließ. In dieser Zeit entstand auch der Glockenturm, in den die alten gotischen Glocken umgehängt wurden; die heute schwer lesbare Inschrift am Portal des Haupteingangs datiert diesen Bauabschnitt.
Nicht lange nach der Errichtung des Langhauses wurde die Kirche um eine seitliche Begräbniskapelle mit Familiengruft ergänzt, die an das gotische Presbyterium anschließt. Trotz der neuen Bauphasen zur Zeit der Renaissance blieben zahlreiche Details erhalten, die den Eindruck einer gotischen Kirche hervorrufen.
Nach der Rekatholisierung 1627 blieb die Jakobskirche weiterhin Pfarrkirche und wurde zwischen dem 17. und 19. Jahrhundert nicht grundlegend verändert. Ende des 19. Jahrhunderts wurde das Friedhofsgelände aufgegeben. Nach 1918 entstand im Erdgeschoss des turmartigen Kapellenbaus ein Denkmal für Gefallene.
Bis 1945 waren die Einwohner von Svádov überwiegend deutschböhmisch.  Nach der Vertreibung der Deutschen blieb die Kirche zunächst längere Zeit unverschlossen und wurde teilweise verwüstet, doch die Innenausstattung blieb weitgehend erhalten. Umfangreiche Restaurierungsarbeiten erfolgten 1970 sowie in den 1990er Jahren.

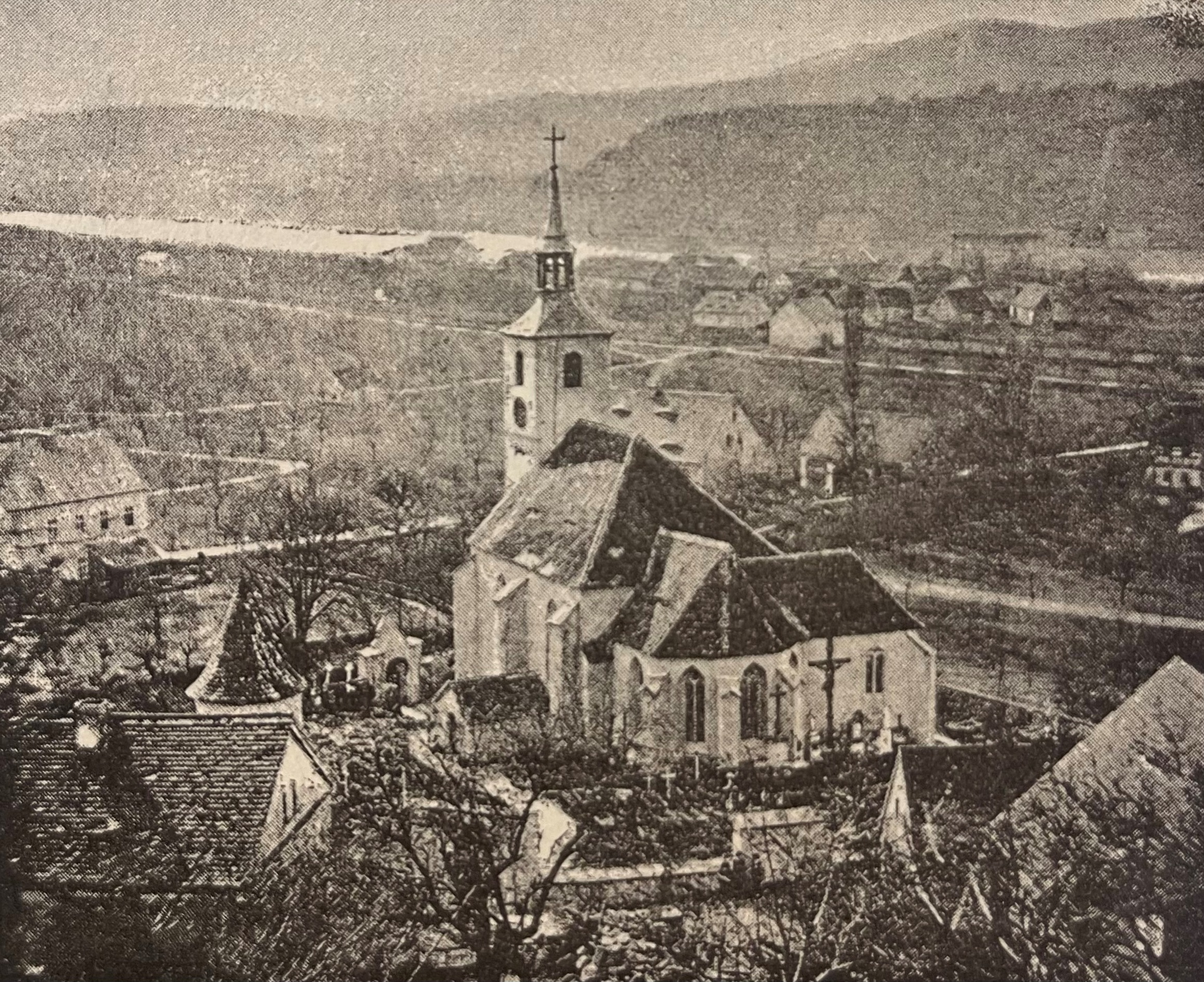
Jakobskirche um 1890
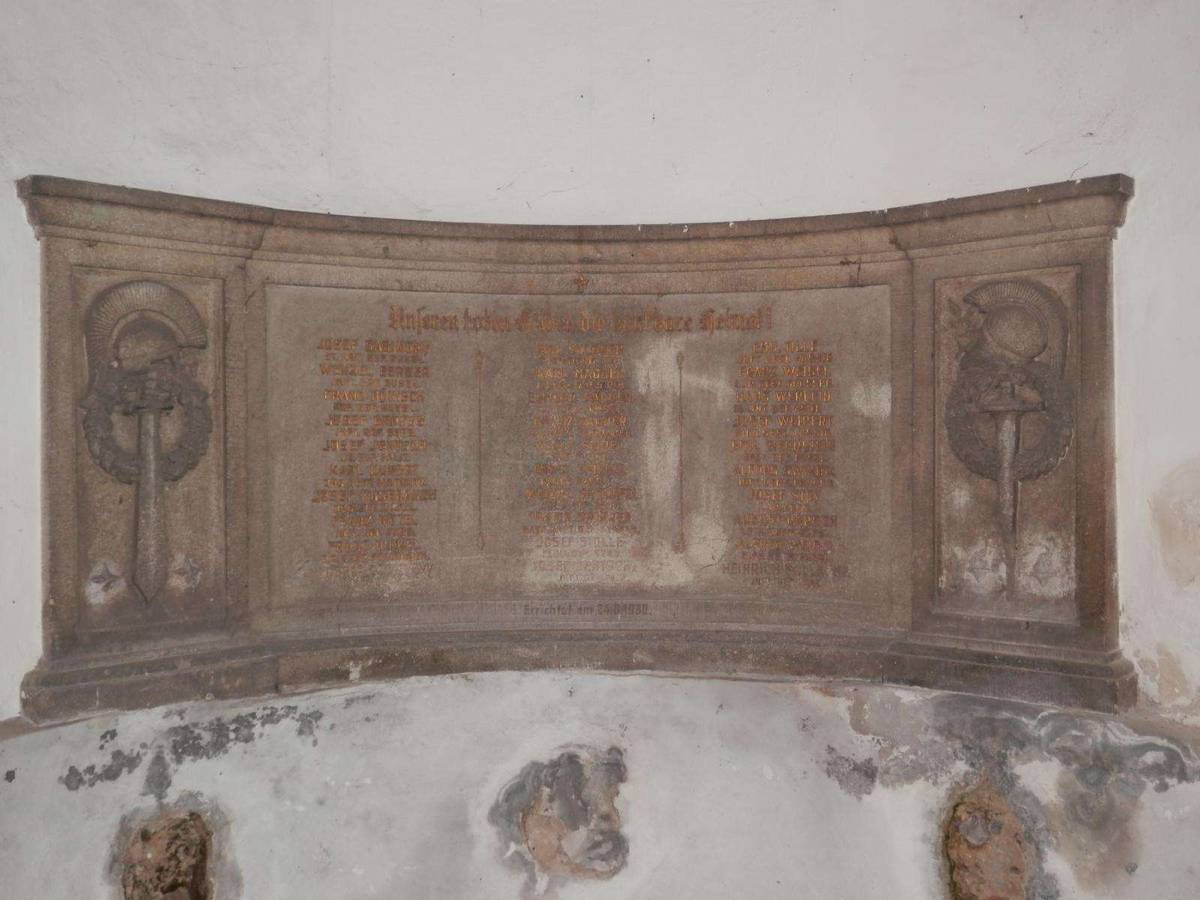
Gedenktafel für die Gefallenen in der Kapelle

## Architektur

### Kirche
Das einschiffige, rechteckige Kirchengebäude zeichnet sich durch ein spätgotisches Presbyterium aus, das dreiseitig geschlossen ist und an dessen Nordseite sich die Sakristei anschließt. Die Westfassade wird von einem prismatischen Turm geprägt. Die Außenwände sind durch Strebepfeiler gestützt, von denen einer die Jahreszahl „1477“ trägt. Die Fenster weisen spätgotisches Maßwerk auf. An der Südseite befindet sich ein Renaissanceportal mit ornamentaler Dekoration und den Wappen der Familien Salhausen und Bock.
Das Presbyterium ist mit einem Netzrippengewölbe versehen, das in einem strahlenförmigen Abschluss endet. Die Konsolen sind figürlich dekoriert, und der Schlussstein zeigt das Wappen der Familie Berka von Dubá. Das Langhaus besitzt ebenfalls ein Netzrippengewölbe sowie eine dreiflügelige Empore, die über eine im Turm befindliche Treppe erreichbar ist. Die Sakristei, deren Renaissanceportal erhalten ist, wird von einem Sterngewölbe mit Gesimskonsolen überspannt. Darunter liegt eine Krypta aus der Zeit vor 1650, die ebenfalls mit einem Sterngewölbe ausgestattet ist. Ursprünglich war die Kirche von einem ummauerten Friedhof mit zwei Portalen und einem turmartigen Kapellenbau umgeben.

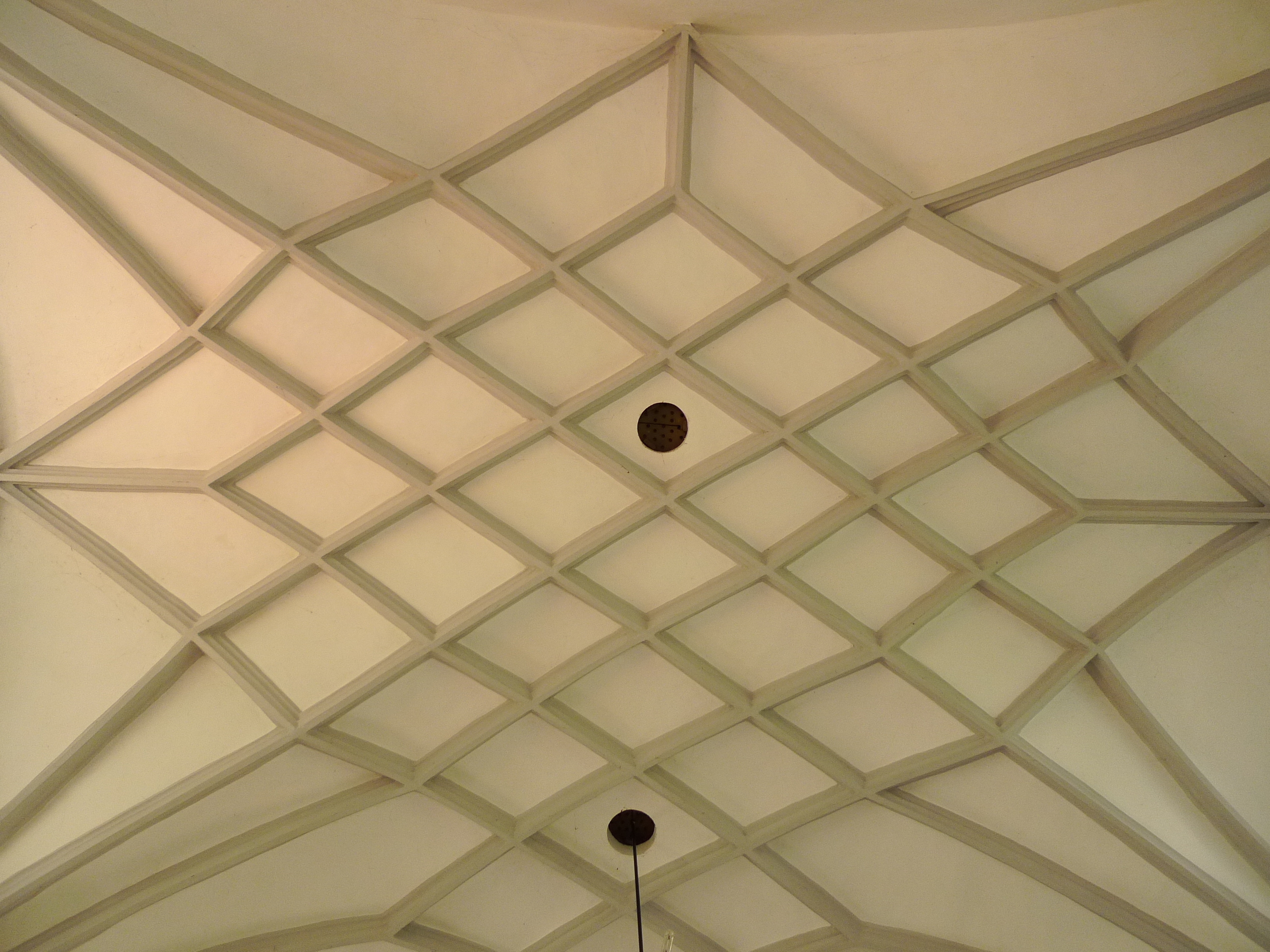
Netzrippengewölbe der Kirche
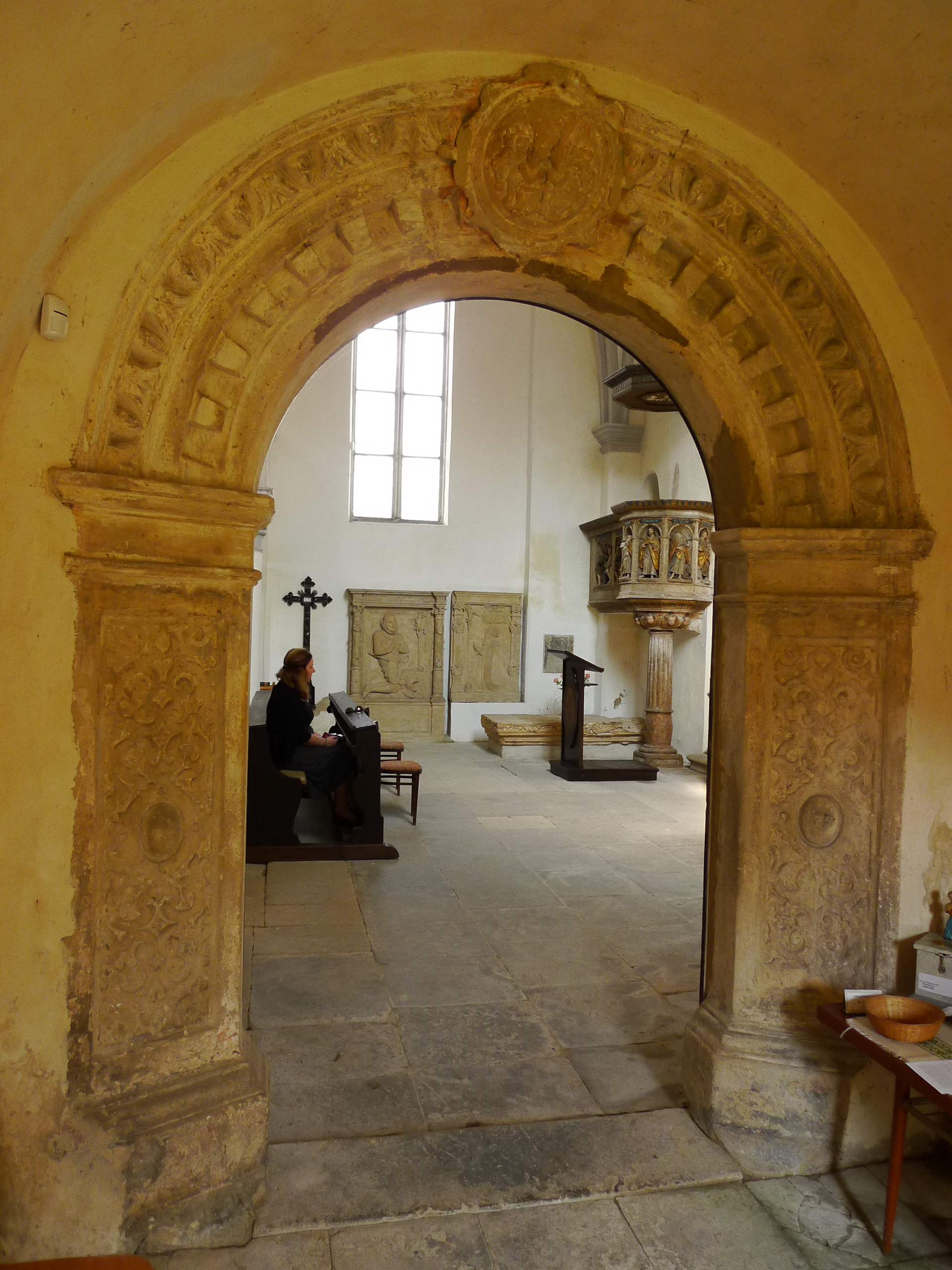
Renaissanceportal im Inneren der Kirche

### Unteres Portal
Das untere Portal besitzt ein halbkreisförmiges Ende am Eingang, ist mit Reliefschmuck und den Wappen der Familie Salhausen im Gewölbe verziert, und weist Rosetten in den Füllungen auf. Anbau mit Pilastern und Volutenflügeln zeigt ein Relief der biblischen Szene „Jakobs Traum“. Darüber befindet sich ein geflügelter Engelskopf in einem Dreiecksschild. Ursprünglich führte eine Treppe mit zwanzig Stufen zu diesem Portal; nach baulichen Veränderungen sind es im 21. Jahrhundert nur noch sechs Stufen.

### Oberes Portal
Das obere Portal ist schlicht gehalten, besitzt keine eigenen Schmuckelemente oder Seitenrosetten und wird von kegelförmigen Pilastern umrahmt.

### Kapelle
Im südlichen Bereich der Friedhofsmauer befindet sich eine Kapelle: ein zylindrischer, turmartiger und glattwandiger Bau mit Kegeldach, zugänglich über ein halbkreisförmiges Portal. Über dem Portal des Turms ist eine sandsteinfarbene Kartusche mit dem Allianzwappen der Familien Salhausen und Bock aus etwa 1606 angebracht. Die Inschrift wurde vermutlich während der Gegenreformation entfernt.

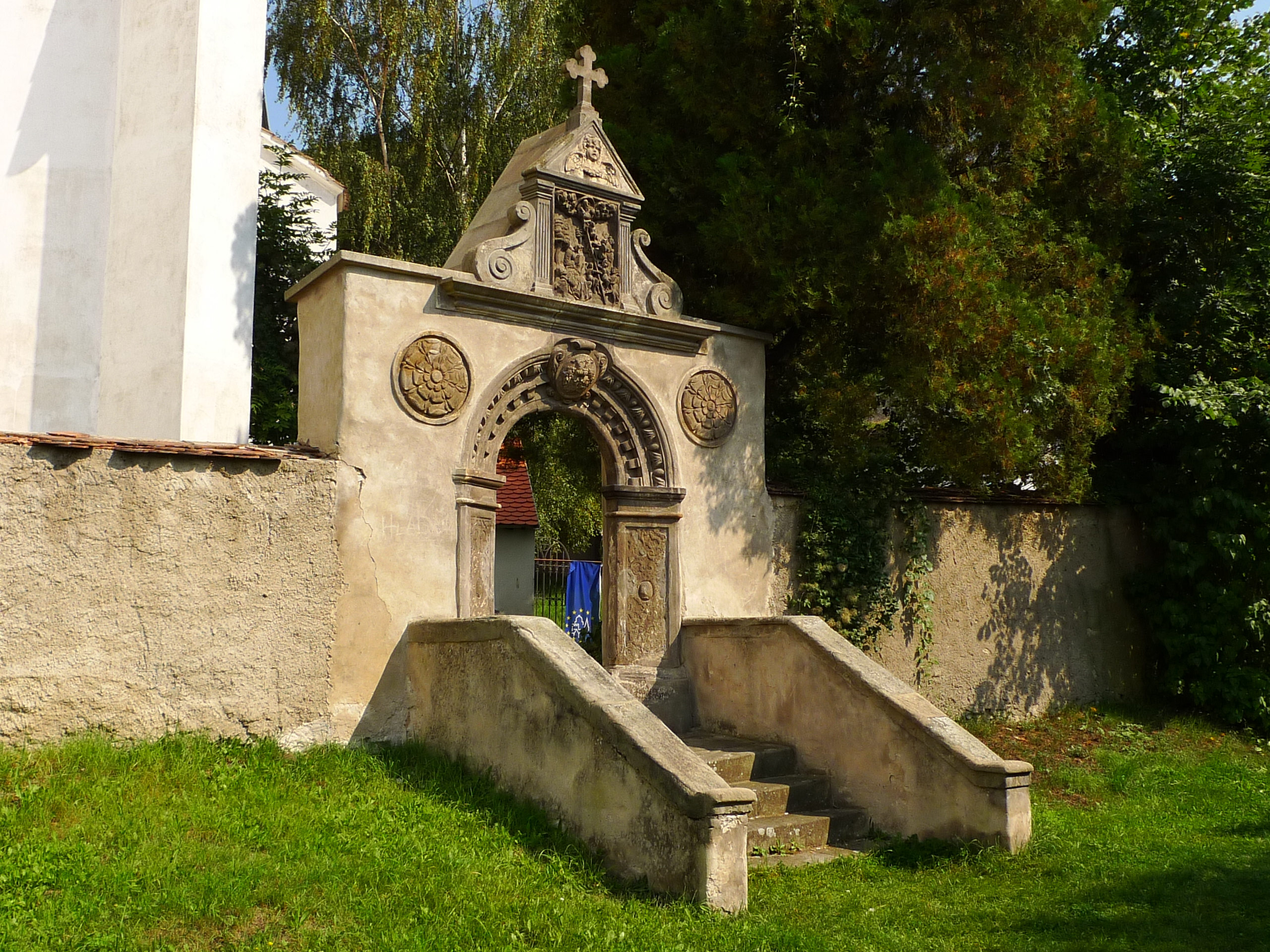
Unteres Renaissance-Portal mit Treppe
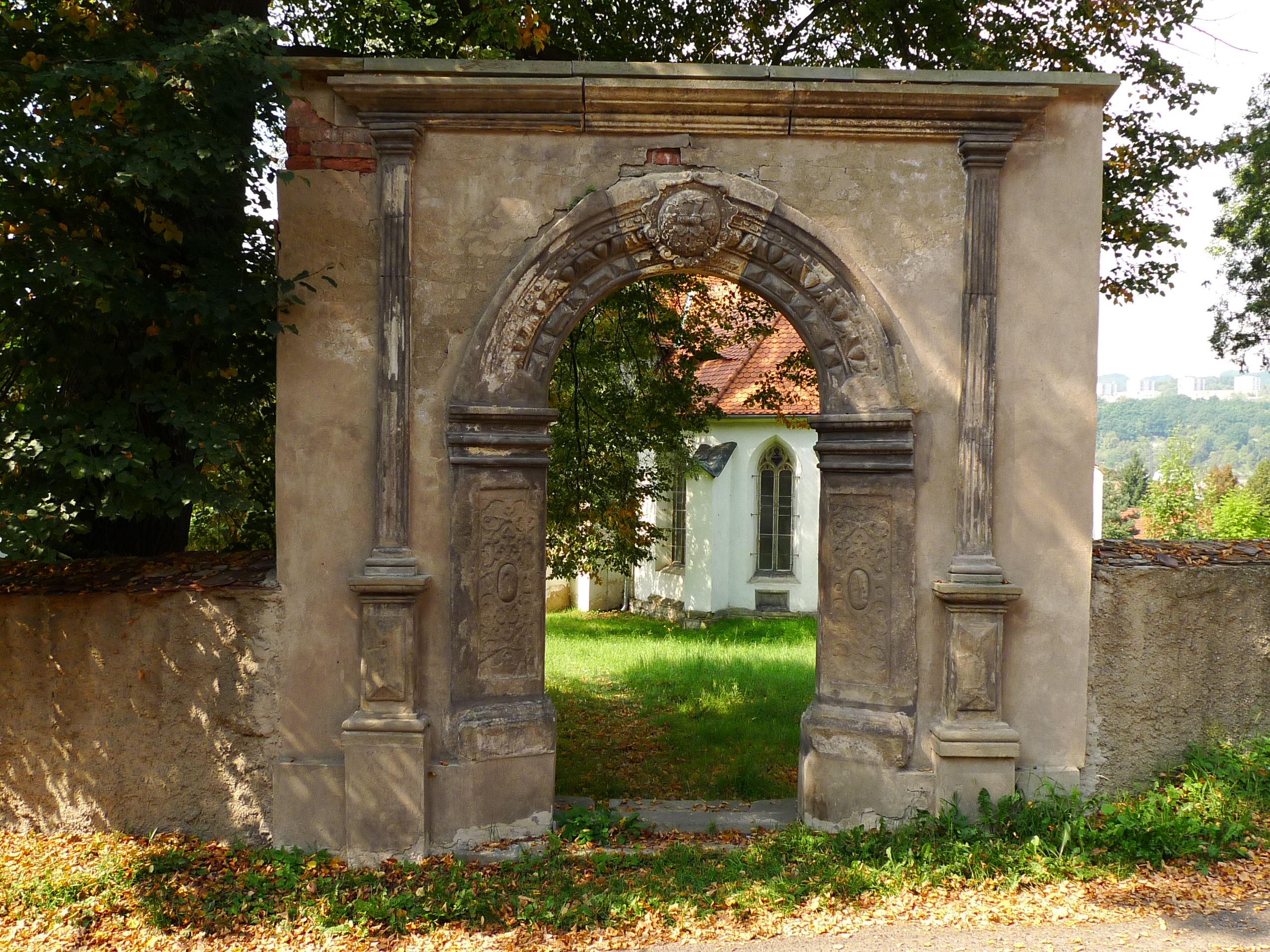
Oberes Portal
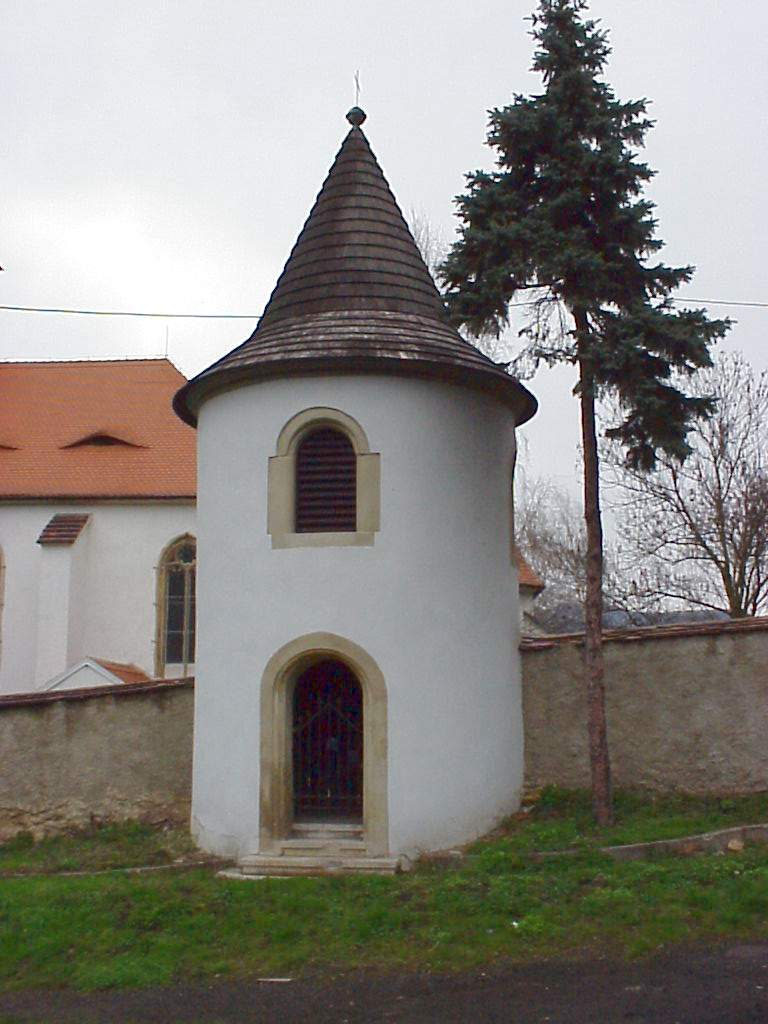
Turmartiger Kapellenbau

## Ausstattung

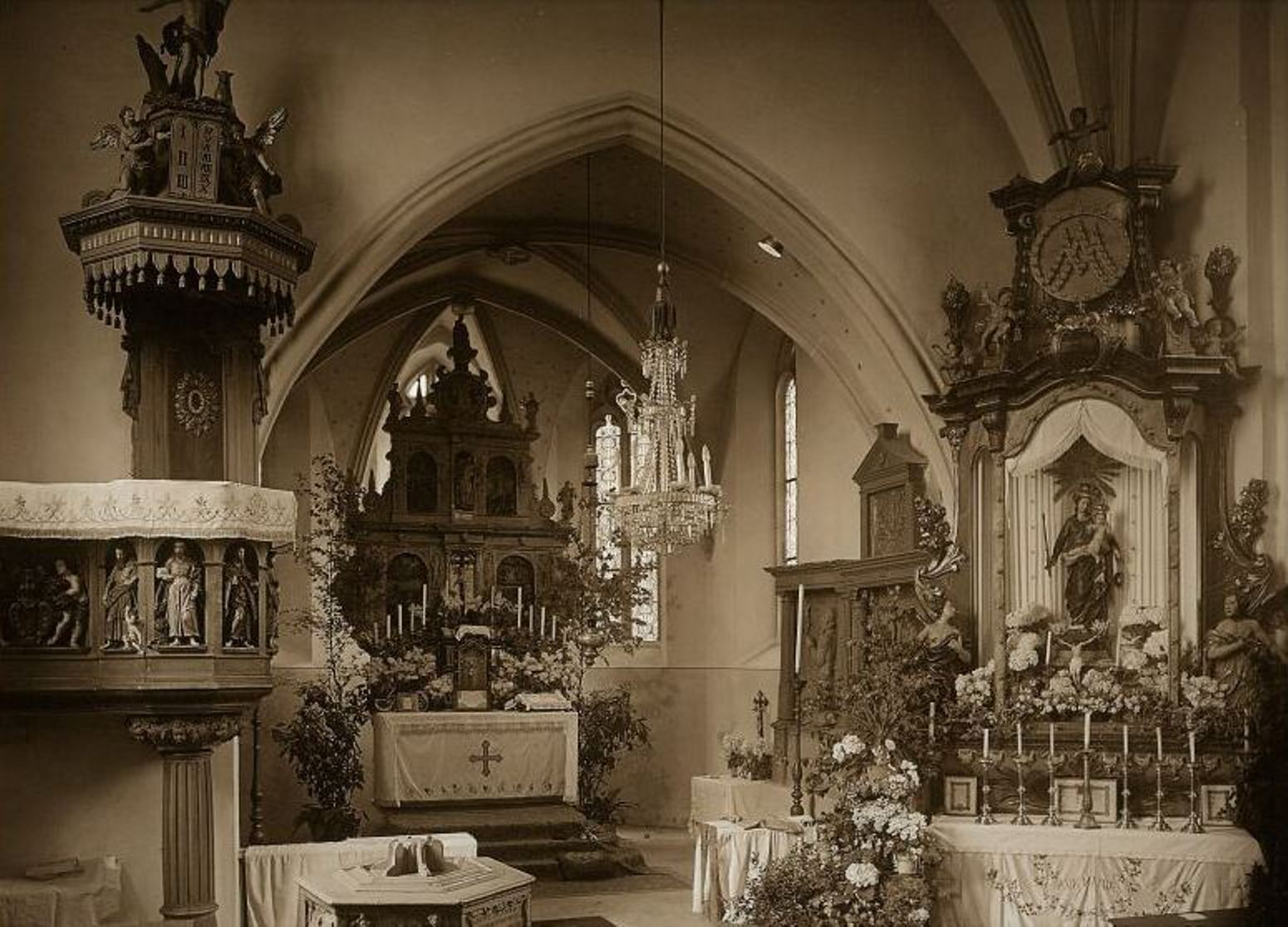
Die historische Ansichtskarte aus dem Jahr 1939 zeigt das Interior in vollem Ornat.

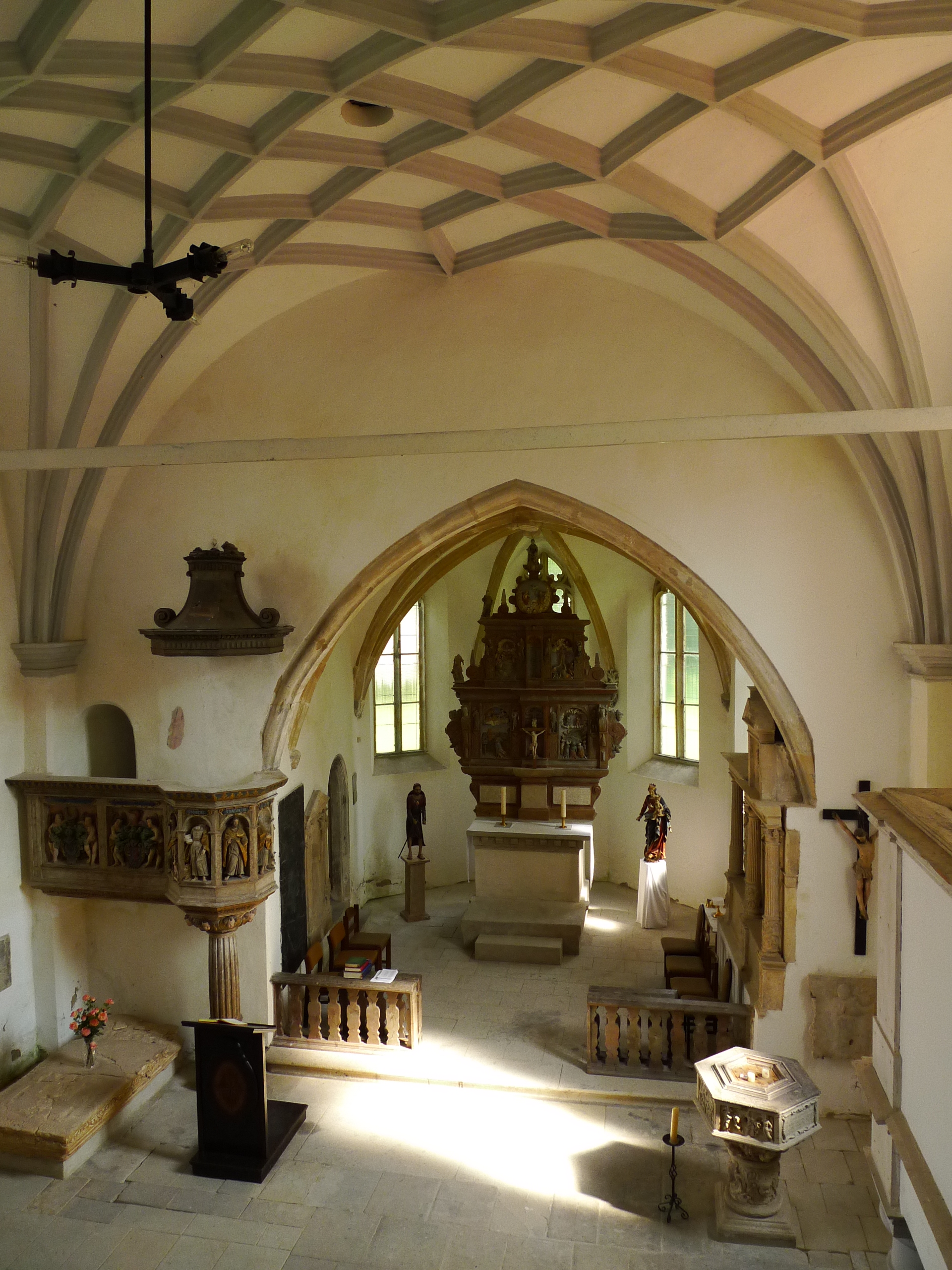
Kircheninnenraum mit Kanzel, Altären und Taufbecken

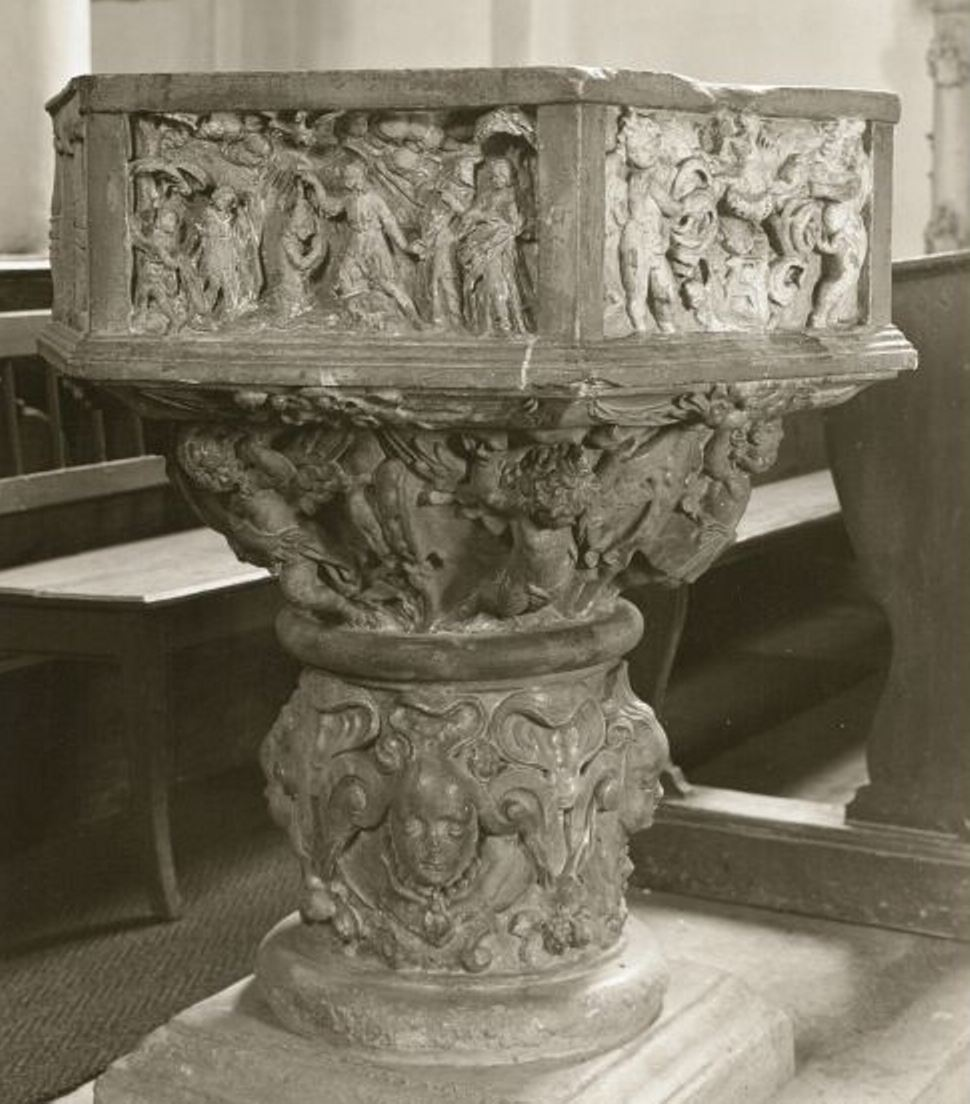
Taufbecken der Jakobskirche

### Kanzel
Die von Friedrich von Salhausen vor 1581 gestiftete Kanzel ruht auf einem kannelierten dorischen Säulenordnung, der mit Renaissance-Ornamentik verziert ist. Den Übergang zur Kanzel markieren Engelsköpfe. Skulpturen des Christi und der Evangelisten vervollkommnen das Ensemble. Im seitlichen Bereich erscheinen Wappen der böhmisch-mährischen Adelsfamilien Salhausen und Vřesovic (deutsch: Wrzessowitz), von Putti getragen.

### Hauptaltar
Der Hauptaltar wurde ab 1606 von Lorenz Hörnig geschaffen. Es handelt sich um einen Sandsteinaltar mit Einzelfassungen und dekorativen Elementen aus Alabaster. Im unteren Bereich befindet sich eine Nische mit einem Kruzifix. Die Seiten sind durch Reliefs aus dem Leben des Propheten Elija und zur Himmelfahrt des Herrn gestaltet. Den Aufbau flankieren Statuen von Propheten, dazu tragen karyatidenähnliche Figuren mit Engelsköpfen dekorative Elemente. Auf den seitlichen Vorsprüngen stehen Engelsskulpturen mit Emblemen der Familien Salhausen und Bock.
Die zweite Zone wird von Pilastern mit Skulpturen der vier Evangelisten gegliedert. Die zentrale Nische birgt die Statue des heiligen Jakobus (dat. 1708), seitlich davon sind Reliefs mit der Beerdigung des Mose und der Verklärung Christi angebracht. In der dritten Zone zeigt ein rundes Relief die Heilige Dreifaltigkeit, gerahmt von Voluten und kleinen Obelisken. Den oberen Abschluss bilden Skulpturen der drei Göttlichen Tugenden: Glaube, Hoffnung und Liebe.

### Seitenaltar
Der Seitenaltar im Stil des Barock stammt aus der Mitte des 18. Jahrhunderts und ist dem heiligen Johannes Nepomuk gewidmet.

### Tauffünte
Das Taufbecken, ein Marmorbecken um 1620, wird Hans Schwenke oder der Werkstatt des Giovanni Maria Nosseni zugeschrieben. Auf Balusterfuß und runder Platte erhebt sich ein zylindrischer Schaft, verziert mit fünf Puttenköpfen und Girlanden. Übergang und Schaft zum sechseckigen Becken bilden sechs geflügelte Putti, die Kelche erheben. Die Wandfelder des Beckens sind mit Alabasterreliefs zur Taufe Jesu, Darstellungen von Überschwemmungen, Emblemen der Familien Salhausen und Bock, sowie Inschriften mit Texten aus den Evangelien geschmückt.

### Gemälde
Das Gemälde des Heiligen Jakobus über dem Eingang an der Südseite stammt von Josef Kramolín.

### Epitaphe
Alle Epitaphien sind typischerweise reich mit Reliefdarstellungen, Wappen und Inschriften versehen, zeigen meist kniende Figuren in Andacht und repräsentieren Renaissance- und Barockkunst des 16. und 17. Jahrhunderts.
- Jana aus Tchvice († 1545): Epitaph mit Relief der Verstorbenen, Wappen und Inschrift, aufgestellt im Kirchenflur.
- Anna von Salhausen († 1568): Ädikula mit Relief einer knienden Frau vor einem Kruzifix im Presbyterium.
- Georg Rudolf von Salhausen († 1577): Säulenepitaph mit Relief eines knienden Mannes, zeigt einen Ritter, der vor einem Kruzifix kniet; befindet sich an der Südwand des Presbyteriums, vermutlich von Bildhauer Hans Köhler d. Ä. geschaffen.
- Christoph von Salhausen († 1581): Säulenepitaph mit Relief eines knienden Mannes, einem Relief der Auferstehung und einem Cherubim; ebenfalls an der Südwand des Presbyteriums, vermutlich ebenfalls von Bildhauer Hans Köhler d. Ä. geschaffen.
- Wolf von Salhausen († 1586): Epitaph mit Säulenädikula und Relief eines knienden Ritters vor dem Gekreuzigten, von Bildhauer Hans Köhler d. Ä. gefertigt.
- Epitaph, vermutlich für die Ehefrau von Wolf Levin von Salhausen, das durch den Hauptaltar verdeckt ist.
- Marie von Salhausen († 1583): Epitaph im Boden unter den Kirchenbänken.
- Karl von (Glich) Miltitz († 1669):Marmorplatte mit Inschrift; ursprünglich mit Holzrelief, Wappen, Girlanden und Skelett, heute in der Sakristei über dem Portal.[2][3][4][5]

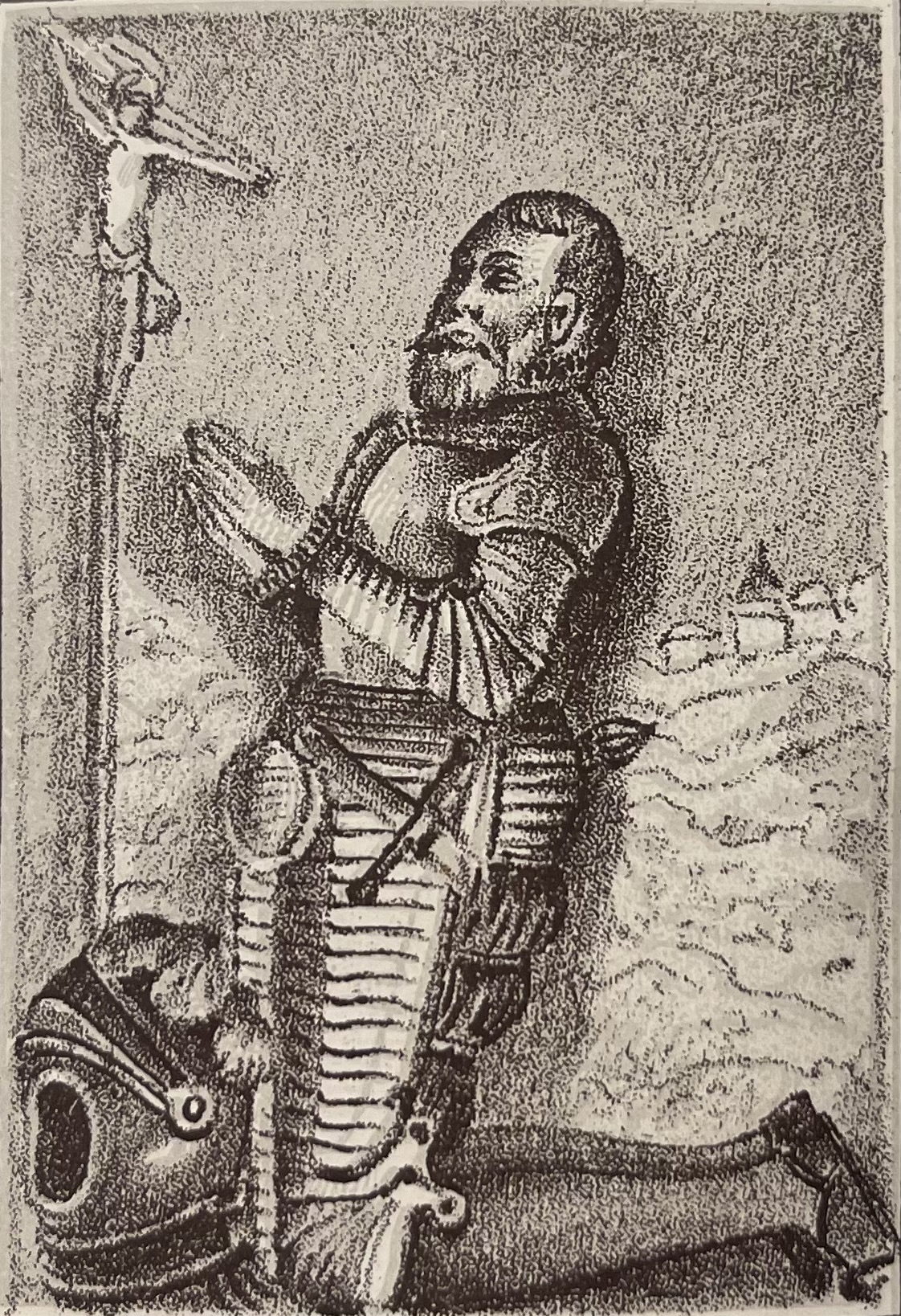
Grabplatte des Georg Rudolf von Salhausen
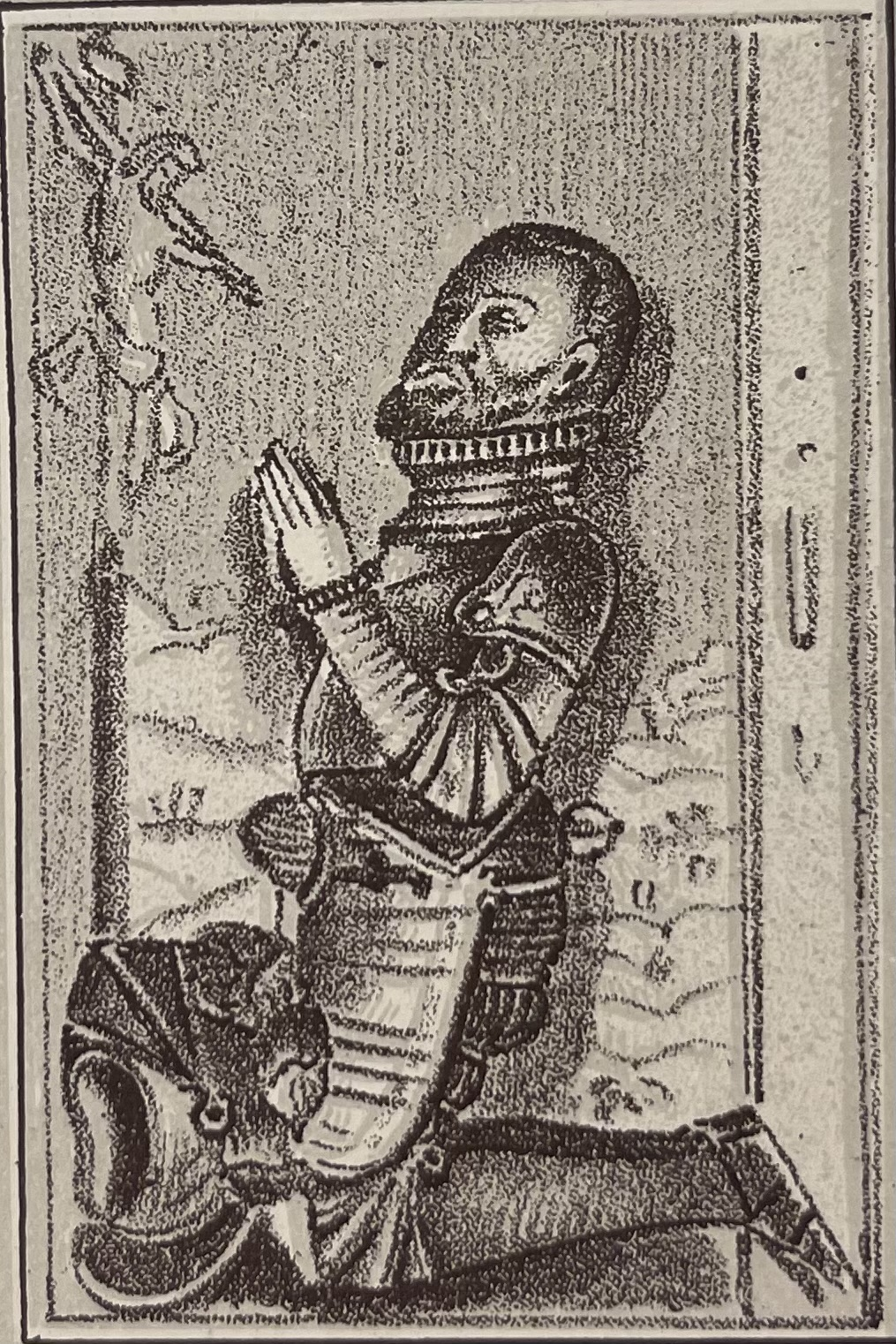
Grabplatte des Christoph von Salhausen
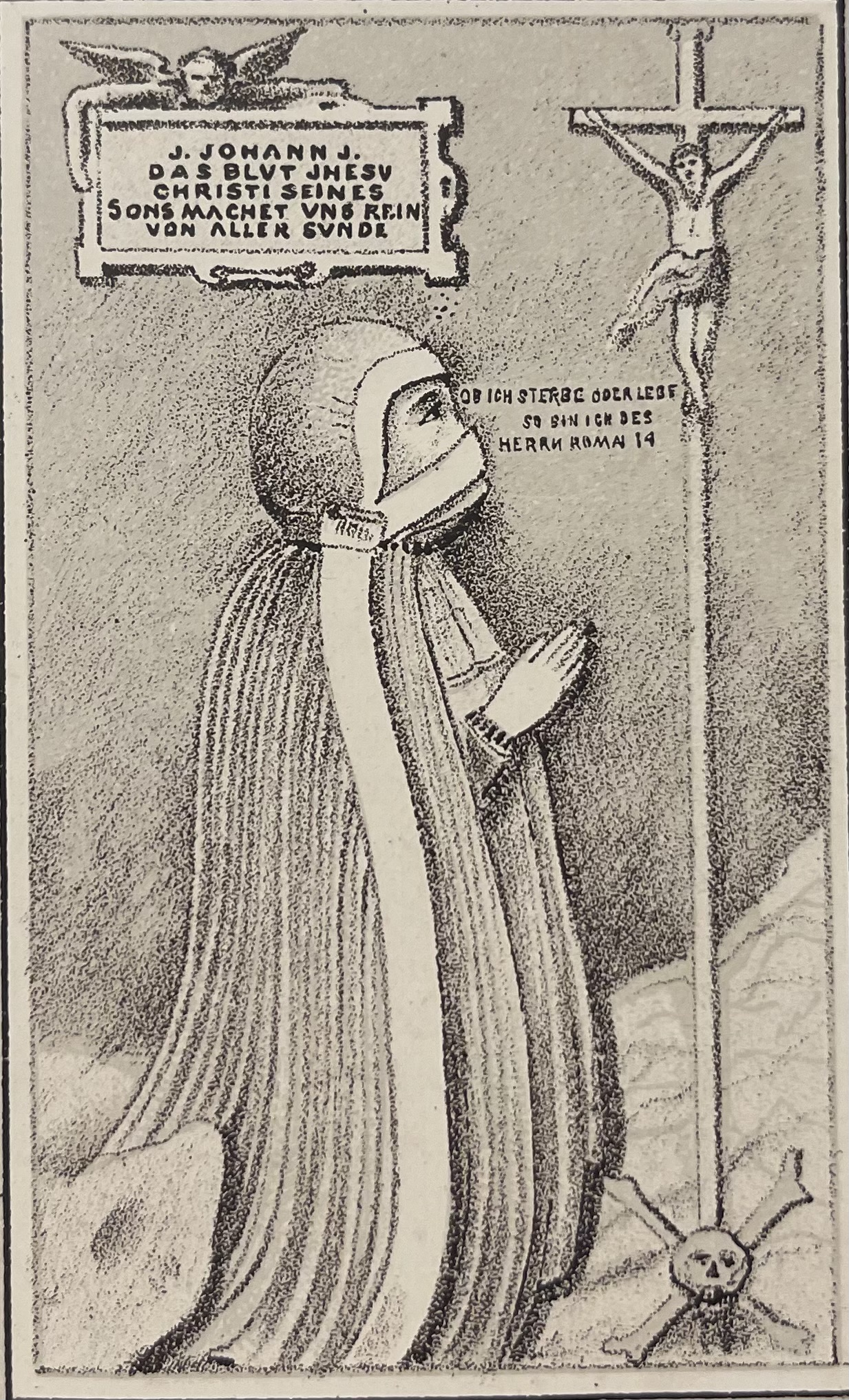
Grabplatte der Anna von Salhausen, geborene von Bünau

### Glocken

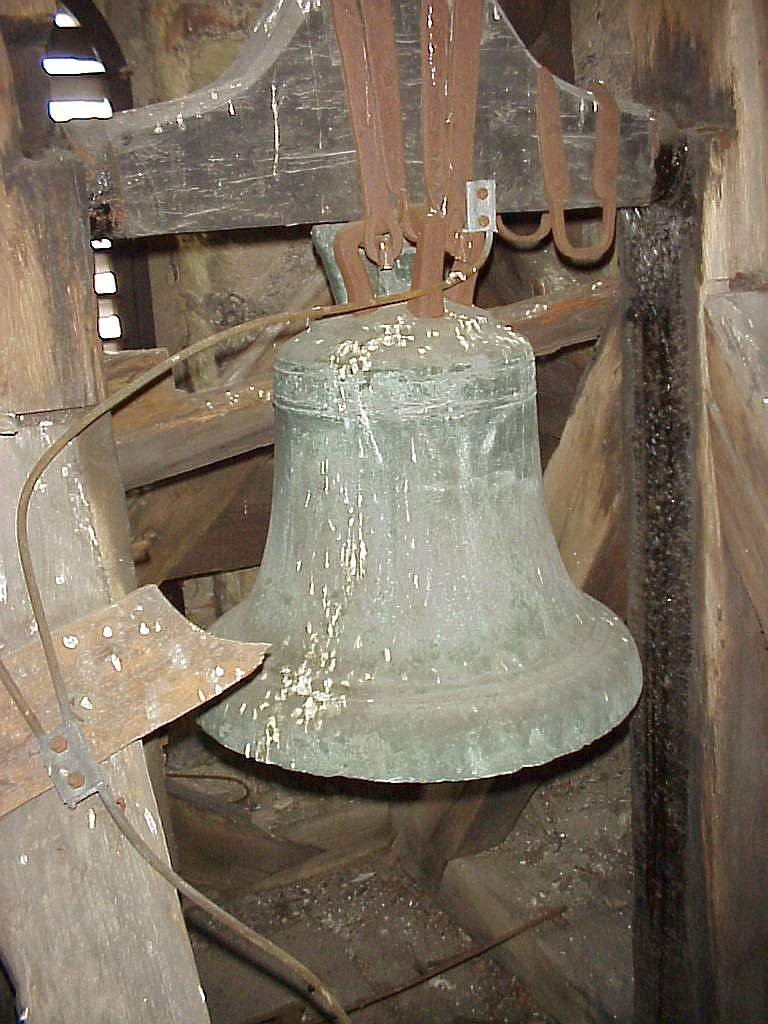
Ave Maria-Glocke aus dem 14. Jahrhundert

In der Glockenkammer des Kirchturms sind heute noch zwei historische Glocken erhalten: eine aus dem 14. Jahrhundert, die aufgrund ihrer Glockeninschrift als „Ave Maria-Glocke“ bekannt ist und zugleich die älteste Glocke im Bezirk Ústecký kraj darstellt, sowie eine weitere aus dem Jahr 1494.
Der Glockenbestand der Kirchen Böhmens und Mährens wurde im Laufe der Zeit durch Brände, Beschädigungen und Neuanfertigungen unter Wiederverwendung alten Metalls geprägt. Der gravierendste Einschnitt waren die Requisitionen während des Ersten und Zweiten Weltkriegs, bei denen tausende Denkmalsglocken verloren gingen.
Ursprünglich befanden sich in der Glockenkammer zudem drei weitere Glocken, die heute verschollen sind: eine von Hans Binnstock aus Pirna aus dem Jahr 1655, eine weitere aus dem Jahr 1671, hergestellt von Friedrich Michal Schönfeld aus Prag, sowie eine von 1676, gegossen von Jan Baltazar Crommel.

### Orgel

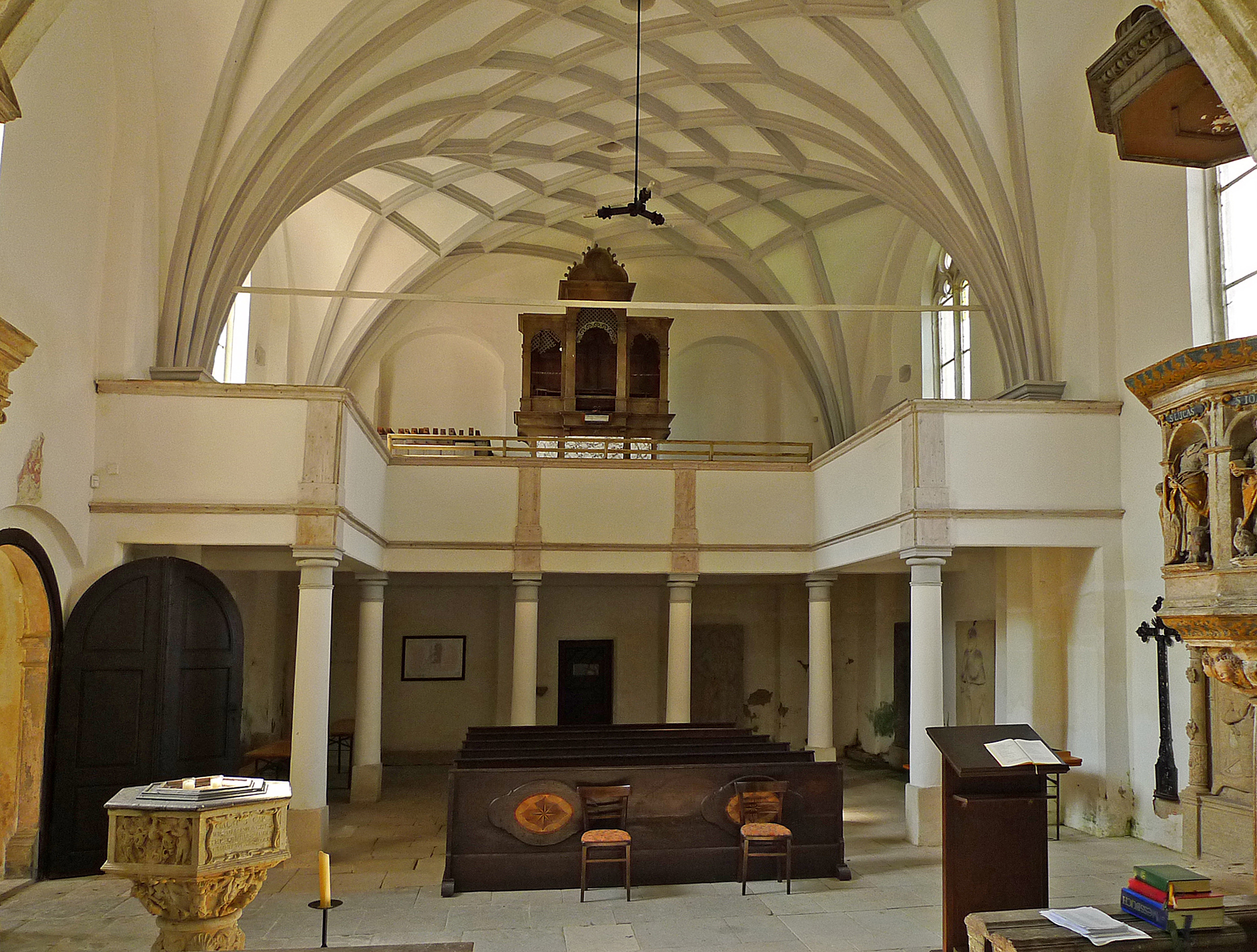
Die Orgel auf der Empore

Mehrfach wurde die Orgel der Jakobskirche im Laufe der Jahrhunderte erneuert oder umgebaut. So errichtete der deutsch-böhmische Orgelbauer Josef Gartner (1796–1863) im Jahr 1848 eine neue Orgel im traditionellen spätbarocken Stil.
Das Instrument befand sich auf der Chorempore und war mit einem Manual, Pedal sowie einer Pedalkoppel ausgestattet. Im Jahr 1914 ersetzte man im Orgelwerk das Register Mixtur durch einen Prinzipal, und 1934 wurde die ursprüngliche Flöte durch ein Gamba-Register ausgetauscht. Über die früheren Orgeln und das Alter des Prospekts ist nichts bekannt, auch wenn einzelne Namen von Orgelbauern überliefert sind.
Disposition aus dem Jahr 1848
| Manual C - d3, chromatisch |        |
| Kopula                     | 8′     |
| Prinzipal                  | 4′     |
| Flöte                      | 4′     |
| Oktave                     | 2′     |
| Quinte                     | 1′ 1/3 |
| Mixtur                     |        |

| Pedal C - a0, kurze Oktave, 12 Töne |     |
| Subbass                             | 16′ |

Orgelbauer
| Jahr | Orgelbauer                             | Art der Orgel |
| ---- | -------------------------------------- | ------------- |
| 1676 | Tobias Franz Fleck (1618–1698)         | 0V - I/8      |
| 1727 | Christoph Pohl (1668–1731)             |               |
| 1746 | Johann Christoph Standfuss (1699–1760) |               |
| 1752 | Johann Christoph Standfuss             | 0V - I/7      |
| 1772 | Unbekannt                              |               |
| 1801 | Anton Rusch (1771–1839)                |               |
| 1822 | Franz Feller (1787–1843)               |               |
| 1848 | Josef III. Gartner (1796–1863)         | 0V - I/7      |
| 1878 | Ferdinand Guth (1822–1893)             |               |
| 1912 | Stefan Müller (1841–1915)              |               |
| 1914 | Unbekannt                              | 0D - I/7      |
| 1934 | Ladislav Hauser                        |               |